# Lagardelle
Lagardelle é uma comuna francesa na região administrativa de Occitânia, no departamento de Lot. Estende-se por uma área de 3,07 km². Em 2010 a comuna tinha 126 habitantes (densidade: 41 hab./km²).